# Interlands Italiaans voetbalelftal 1940-1949
Deze pagina toont een chronologisch en gedetailleerd overzicht van de interlands die het Italiaans voetbalelftal heeft gespeeld in de periode 1940 – 1949.

## Interlands

### 1940
|                                                                      |                    |       |                   | |
| 3 maart Vriendschappelijk № 153 «onderlinge duels» 15:00 uur (UTC+1) | Italië             | 1 – 1 | Zwitserland       | Stadio Municipale Benito Mussolini, Turijn Toeschouwers: 40.805 Scheidsrechter: Alois Beranek (AUT) |
| 3 maart Vriendschappelijk № 153 «onderlinge duels» 15:00 uur (UTC+1) | Guido Corbelli 36' |       | 20' Alfred Bickel | Stadio Municipale Benito Mussolini, Turijn Toeschouwers: 40.805 Scheidsrechter: Alois Beranek (AUT) |

|                                                                       |                                     |       |                   |                                                                                     |
| 14 april Vriendschappelijk № 154 «onderlinge duels» 15:30 uur (UTC+1) | Italië                              | 2 – 1 | Roemenië          | Stadio Nazionale PNF, Rome Toeschouwers: 22.000 Scheidsrechter: Alois Beranek (AUT) |
| 14 april Vriendschappelijk № 154 «onderlinge duels» 15:30 uur (UTC+1) | Amedeo Biavati 61' Silvio Piola 78' |       | 47' Iuliu Baratky | Stadio Nazionale PNF, Rome Toeschouwers: 22.000 Scheidsrechter: Alois Beranek (AUT) |

|                                                                    |                                      |       |                                          |                                                                              |
| 5 mei Vriendschappelijk № 155 «onderlinge duels» 15:30 uur (UTC+1) | Duitsland                            | 3 – 2 | Italië                                   | San Siro, Milaan Toeschouwers: 65.000 Scheidsrechter: Mihály Iváncsics (HUN) |
| 5 mei Vriendschappelijk № 155 «onderlinge duels» 15:30 uur (UTC+1) | Gino Colaussi 17' Sergio Bertoni 25' |       | 28', 52' Franz Binder 58' Amedeo Biavati | San Siro, Milaan Toeschouwers: 65.000 Scheidsrechter: Mihály Iváncsics (HUN) |

|                                                                         |                        |       |                  |                                                                               |
| 1 december Vriendschappelijk № 156 «onderlinge duels» 15:00 uur (UTC+2) | Italië                 | 1 – 1 | Hongarije        | Stadio Marassi, Genua Toeschouwers: 30.000 Scheidsrechter: Peco Bauwens (GER) |
| 1 december Vriendschappelijk № 156 «onderlinge duels» 15:00 uur (UTC+2) | Guglielmo Trevisan 14' |       | 62' Iuliu Bodola | Stadio Marassi, Genua Toeschouwers: 30.000 Scheidsrechter: Peco Bauwens (GER) |

### 1941
Geen interlands gespeeld.

### 1942
|                                                                      |                                                                                         |       |         |                                                                              |
| 5 april Vriendschappelijk № 157 «onderlinge duels» 15:30 uur (UTC+2) | Italië                                                                                  | 4 – 0 | Kroatië | Stadio Marassi, Genua Toeschouwers: 14.000 Scheidsrechter: Helmut Fink (GER) |
| 5 april Vriendschappelijk № 157 «onderlinge duels» 15:30 uur (UTC+2) | Guglielmo Gabetto 55' Pietro Ferraris 58' Amedeo Biavati 64' Giuseppe Grezar 68' (pen.) |       |         | Stadio Marassi, Genua Toeschouwers: 14.000 Scheidsrechter: Helmut Fink (GER) |

|                                                                       |                                                                          |       |        |                                                                          |
| 19 april Vriendschappelijk № 158 «onderlinge duels» 15:30 uur (UTC+2) | Italië                                                                   | 4 – 0 | Spanje | San Siro, Milaan Toeschouwers: 55.000 Scheidsrechter: Peco Bauwens (GER) |
| 19 april Vriendschappelijk № 158 «onderlinge duels» 15:30 uur (UTC+2) | Valentino Mazzola 48' Pietro Ferraris 49' Silvio Piola 87' Ezio Loik 88' |       |        | San Siro, Milaan Toeschouwers: 55.000 Scheidsrechter: Peco Bauwens (GER) |

### 1943
Geen interlands gespeeld.

### 1944
Geen interlands gespeeld.

### 1945
|                                                                          |                                            |       |                                                              |                                                                         |
| 11 november Vriendschappelijk № 159 «onderlinge duels» 15:00 uur (UTC+1) | Zwitserland                                | 4 – 4 | Italië                                                       | Hardturm, Zürich Toeschouwers: 23.000 Scheidsrechter: Victor Sdez (FRA) |
| 11 november Vriendschappelijk № 159 «onderlinge duels» 15:00 uur (UTC+1) | Lauro Amadò 25', 37', 84' Georges Aeby 78' |       | 3' (pen.) Silvio Piola 47' Ezio Loik 63', 69' Amedeo Biavati | Hardturm, Zürich Toeschouwers: 23.000 Scheidsrechter: Victor Sdez (FRA) |

### 1946
|                                                                         |                                                               |       |                                   |                                                                          |
| 1 december Vriendschappelijk № 160 «onderlinge duels» 14:30 uur (UTC+1) | Italië                                                        | 3 – 2 | Oostenrijk                        | San Siro, Milaan Toeschouwers: 53.000 Scheidsrechter: Eugen Scherz (SUI) |
| 1 december Vriendschappelijk № 160 «onderlinge duels» 14:30 uur (UTC+1) | Eusebio Castigliano 8' Valentino Mazzola 16' Silvio Piola 64' |       | 40' Josef Epp 90' Ernst Stojaspal | San Siro, Milaan Toeschouwers: 53.000 Scheidsrechter: Eugen Scherz (SUI) |

### 1947
|                                                                       |                                                               |       |                                      |                                                                                                 |
| 27 april Vriendschappelijk № 161 «onderlinge duels» 16:00 uur (UTC+2) | Italië                                                        | 5 – 2 | Zwitserland                          | Stadio Comunale Giovanni Berta, Florence Toeschouwers: 45.000 Scheidsrechter: Johann Beck (AUT) |
| 27 april Vriendschappelijk № 161 «onderlinge duels» 16:00 uur (UTC+2) | Valentino Mazzola 12' Ezio Loik 35' Romeo Menti 58', 60', 88' |       | 23' Jacques Fatton 69' Roger Bocquet | Stadio Comunale Giovanni Berta, Florence Toeschouwers: 45.000 Scheidsrechter: Johann Beck (AUT) |

|                                                                     |                                                           |       |                                            | |
| 11 mei Vriendschappelijk № 162 «onderlinge duels» 16:00 uur (UTC+2) | Italië                                                    | 3 – 2 | Hongarije                                  | Stadio Comunale Giovanni Berta, Florence Toeschouwers: 73.000 Scheidsrechter: Paul von Wartburg (SUI) |
| 11 mei Vriendschappelijk № 162 «onderlinge duels» 16:00 uur (UTC+2) | Guglielmo Gabetto 24' Guglielmo Gabetto 70' Ezio Loik 89' |       | 52' Ferenc Szusza 76' (pen.) Ferenc Puskás | Stadio Comunale Giovanni Berta, Florence Toeschouwers: 73.000 Scheidsrechter: Paul von Wartburg (SUI) |

|                                                                         |                                                                                |       |                          |                                                                             |
| 9 november Vriendschappelijk № 163 «onderlinge duels» 14:30 uur (UTC+1) | Oostenrijk                                                                     | 5 – 1 | Italië                   | Praterstadion, Wenen Toeschouwers: 60.000 Scheidsrechter: Jan Roskota (TCH) |
| 9 november Vriendschappelijk № 163 «onderlinge duels» 14:30 uur (UTC+1) | Alfred Körner 24' Ernst Ocwirk 31' Theodor Brinek 36', 77' Ernst Stojaspal 69' |       | 89' Riccardo Carapellese | Praterstadion, Wenen Toeschouwers: 60.000 Scheidsrechter: Jan Roskota (TCH) |

|                                                                          |                                                                |       |                   |                                                                                      |
| 14 december Vriendschappelijk № 164 «onderlinge duels» 14:30 uur (UTC+1) | Italië                                                         | 3 – 1 | Tsjecho-Slowakije | Stadio della Vittoria, Bari Toeschouwers: 30.000 Scheidsrechter: Alois Beranek (AUT) |
| 14 december Vriendschappelijk № 164 «onderlinge duels» 14:30 uur (UTC+1) | Romeo Menti 10' Guglielmo Gabetto 58' Riccardo Carapellese 63' |       | 84' Jan Říha      | Stadio della Vittoria, Bari Toeschouwers: 30.000 Scheidsrechter: Alois Beranek (AUT) |

### 1948
|                                                                      |                                                     |       |                         |                                                                                                  |
| 4 april Vriendschappelijk № 173 «onderlinge duels» 15:00 uur (UTC+1) | Frankrijk                                           | 1 – 3 | Italië                  | Stade olympique Yves-du-Manoir, Colombes Toeschouwers: 60.074 Scheidsrechter: Arthur Ellis (ENG) |
| 4 april Vriendschappelijk № 173 «onderlinge duels» 15:00 uur (UTC+1) | Riccardo Carapellese 31', 38' Guglielmo Gabetto 36' |       | 71' (pen.) Jean Baratte | Stade olympique Yves-du-Manoir, Colombes Toeschouwers: 60.074 Scheidsrechter: Arthur Ellis (ENG) |

|                                                                     |        |                                                        |          |                                                                                   |
| 16 mei Vriendschappelijk № 166 «onderlinge duels» 17:00 uur (UTC+2) | Italië | 0 – 4                                                  | Engeland | Stadio Comunale, Turijn Toeschouwers: 58.000 Scheidsrechter: Pedro Escartín (ESP) |
| 16 mei Vriendschappelijk № 166 «onderlinge duels» 17:00 uur (UTC+2) |        | 4' Stan Mortensen 23' Tommy Lawton 70', 72' Tom Finney |          | Stadio Comunale, Turijn Toeschouwers: 58.000 Scheidsrechter: Pedro Escartín (ESP) |

| Olympische Spelen 1948 |
| ---------------------- |

|                                                                                      | |       |                  |                                                                                      |
| 2 augustus Olympische Spelen Eerste ronde № 167 «onderlinge duels» 18:30 uur (UTC+1) | Italië | 9 – 0 | Verenigde Staten | Griffin Park, Brentford Toeschouwers: 20.000 Scheidsrechter: Charles Delasalle (FRA) |
| 2 augustus Olympische Spelen Eerste ronde № 167 «onderlinge duels» 18:30 uur (UTC+1) | Francesco Pernigo 2', 57', 88', 90' Adone Stellin 25' (pen.) Angelo Turconi 46' Emidio Cavigioli 72', 87', 89' |       |                  | Griffin Park, Brentford Toeschouwers: 20.000 Scheidsrechter: Charles Delasalle (FRA) |

|                                                                                     |                                                    |       |                                                               |                                                                                 |
| 5 augustus Olympische Spelen Kwartfinale № 168 «onderlinge duels» 18:30 uur (UTC+1) | Denemarken                                         | 5 – 3 | Italië                                                        | Arsenal Stadium, Londen Toeschouwers: 12.000 Scheidsrechter: William Ling (ENG) |
| 5 augustus Olympische Spelen Kwartfinale № 168 «onderlinge duels» 18:30 uur (UTC+1) | John Hansen 31', 55', 75', 81' Johannes Pløger 83' |       | 49' Emidio Cavigioli 67' Emilio Caprile 79' Francesco Pernigo | Arsenal Stadium, Londen Toeschouwers: 12.000 Scheidsrechter: William Ling (ENG) |

|  |  |  |  |  |  |  |  |  |

### 1949
|                                                                          |                                                                                    |       |              |                                                                                     |
| 27 februari Vriendschappelijk № 169 «onderlinge duels» 15:00 uur (UTC+1) | Italië                                                                             | 4 – 1 | Portugal     | Stadio Luigi Ferraris, Genua Toeschouwers: 60.000 Scheidsrechter: Victor Sdez (FRA) |
| 27 februari Vriendschappelijk № 169 «onderlinge duels» 15:00 uur (UTC+1) | Romeo Menti 57' Riccardo Carapellese 67' Valentino Mazzola 75' Virgilio Maroso 81' |       | 21' Lourenço | Stadio Luigi Ferraris, Genua Toeschouwers: 60.000 Scheidsrechter: Victor Sdez (FRA) |

|                                                                       |                           |       |                                                              |                                                                                   |
| 27 maart Vriendschappelijk № 170 «onderlinge duels» 16:30 uur (UTC+1) | Spanje                    | 1 – 3 | Italië                                                       | Estadio Chamartín, Madrid Toeschouwers: 80.000 Scheidsrechter: William Ling (ENG) |
| 27 maart Vriendschappelijk № 170 «onderlinge duels» 16:30 uur (UTC+1) | Agustín Gaínza 34' (pen.) |       | 9' Benito Lorenzi 48' Riccardo Carapellese 50' Amedeo Amadei | Estadio Chamartín, Madrid Toeschouwers: 80.000 Scheidsrechter: William Ling (ENG) |

| |                                       |       |            |                                                                                               |
| 22 mei Centraal-Europese Internationale Beker 1948-1953 № 171 «onderlinge duels» 16:30 uur (UTC+1) | Italië                                | 3 – 1 | Oostenrijk | Stadio Comunale Giovanni Berta, Florence Toeschouwers: 85.000 Scheidsrechter: Jean Lutz (SUI) |
| 22 mei Centraal-Europese Internationale Beker 1948-1953 № 171 «onderlinge duels» 16:30 uur (UTC+1) | Cappello 26' Amadei 42' Boniperti 43' |       | 70' Huber  | Stadio Comunale Giovanni Berta, Florence Toeschouwers: 85.000 Scheidsrechter: Jean Lutz (SUI) |

| |           |       |                 |                                                                                   |
| 12 juni Centraal-Europese Internationale Beker 1948-1953 № 172 «onderlinge duels» 18:00 uur (UTC+2) | Hongarije | 1 – 1 | Italië          | Megyeri úti Stadion, Újpest Toeschouwers: 45.000 Scheidsrechter: Bill Evans (ENG) |
| 12 juni Centraal-Europese Internationale Beker 1948-1953 № 172 «onderlinge duels» 18:00 uur (UTC+2) | Deák 29'  |       | 11' Carapellese | Megyeri úti Stadion, Újpest Toeschouwers: 45.000 Scheidsrechter: Bill Evans (ENG) |

|                                                                        |                                  |       |        |                                                                               |
| 30 november Vriendschappelijk № 173 «onderlinge duels» 14:15 uur (UTC) | Engeland                         | 2 – 0 | Italië | White Hart Lane, Londen Toeschouwers: 71.797 Scheidsrechter: Jack Mowat (SCO) |
| 30 november Vriendschappelijk № 173 «onderlinge duels» 14:15 uur (UTC) | Jack Rowley 75' Billy Wright 79' |       |        | White Hart Lane, Londen Toeschouwers: 71.797 Scheidsrechter: Jack Mowat (SCO) |

Albanië · België · Bulgarije · Denemarken · Duitsland · Engeland · Estland · Finland · Frankrijk · Griekenland · Hongarije · Ierland · IJsland · Israël · Italië · Joegoslavië · Kroatië · Letland · Litouwen · Luxemburg · Nederland · Noord-Ierland · Noorwegen · Oostenrijk · Polen · Portugal · Roemenië · Schotland · Slowakije · Spanje · Tsjecho-Slowakije · Turkije · Wales · Zweden · Zwitserland
FIGC · A-internationals · Selecties · Bondscoaches · Italiaans vrouwenelftal · Olympisch elftal · Italië U21 · Italië U20 · Italië U19 · Italië U18 · Italië U17 · Italië U16 · Vrouwen U17
1910 – 1919 ·
1920 – 1929 ·
1930 – 1939 ·
1940 – 1949 ·
1950 – 1959 ·
1960 – 1969 ·
1970 – 1979 ·
1980 – 1989 ·
1990 – 1999 ·
2000 – 2009 ·
2010 – 2019 ·
2020 − 2029
EK's: 1968 · 
1980 · 
1988 · 
1996 · 
2000 · 
2004 · 
2008 · 
2012 · 
2016 ·
2020 ·
2024
WK's: 1934 · 
1938 · 
1950 · 
1954 · 
1962 · 
1966 · 
1970 · 
1974 · 
1978 · 
1982 · 
1986 · 
1990 · 
1994 · 
1998 · 
2002 · 
2006 · 
2010 · 
2014
OS: 1912 · 
1920 · 
1924 · 
1928 · 
1936 · 
1948 · 
1952 · 
1960 · 
1984 · 
1988 · 
1992 · 
1996 · 
2000 · 
2004 · 
2008
1911 · 
1912 · 
1913 · 
1914 · 
1915 · 
1916 · 1917 · 1918 · 1919 · 
1920 · 
1921 · 
1922 · 
1923 · 
1924 · 
1925 · 
1926 · 
1927 · 
1928 · 
1929 · 
1930 · 
1931 · 
1932 · 
1933 · 
1934 · 
1935 · 
1936 · 
1937 · 
1938 · 
1939 · 
1940 · 
1941 · 
1942 · 
1943 · 1944 · 
1945 · 
1946 · 
1947 · 
1948 · 
1949 · 
1950 · 
1952 · 
1952 · 
1953 · 
1954 · 
1955 · 
1956 · 
1957 · 
1958 · 
1959 · 
1960 · 
1961 · 
1962 · 
1963 · 
1964 · 
1965 · 
1966 · 
1967 · 
1968 · 
1969 · 
1970 · 
1971 · 
1972 · 
1973 · 
1974 · 
1975 · 
1976 · 
1977 · 
1978 · 
1979 · 
1980 · 
1981 · 
1982 · 
1983 · 
1984 · 
1985 · 
1986 · 
1987 · 
1988 · 
1989 · 
1990 ·
1991 · 
1992 · 
1993 · 
1994 · 
1995 · 
1996 · 
1997 · 
1998 · 
1999 · 
2000 · 
2001 · 
2002 · 
2003 · 
2004 · 
2005 · 
2006 · 
2007 · 
2008 · 
2009 · 
2010 · 
2011 · 
2012 · 
2013 · 
2014 · 
2015 · 
2016 · 
2017 ·
2018 ·
2019 ·
2020 ·
2021 ·
2022 ·
2023 ·
2024
Albanië ·
Algerije ·
Argentinië ·
Armenië ·
Australië ·
Azerbeidzjan ·
België ·
Bosnië en Herzegovina ·
Brazilië ·
Bulgarije ·
Canada ·
Chili ·
China ·
Costa Rica ·
Cyprus ·
DDR ·
Denemarken ·
Duitsland ·
Ecuador ·
Egypte ·
Engeland ·
Estland ·
Faeröer ·
Finland ·
Frankrijk ·
Georgië ·
Ghana ·
Griekenland ·
Haïti ·
Hongarije ·
Ierland ·
IJsland ·
Israël ·
Ivoorkust ·
Japan ·
Joegoslavië ·
Kameroen ·
Kroatië ·
Liechtenstein · 
Litouwen ·
Luxemburg ·
Malta ·
Marokko ·
Mexico ·
Moldavië ·
Montenegro ·
Nederland ·
Nieuw-Zeeland ·
Nigeria ·
Noord-Ierland ·
Noord-Korea ·
Noord-Macedonië ·
Noorwegen ·
Oekraïne ·
Oostenrijk ·
Paraguay ·
Peru ·
Polen ·
Portugal ·
Roemenië ·
Rusland ·
San Marino ·
Saoedi-Arabië ·
Schotland ·
Servië ·
Servië en Montenegro ·
Slovenië ·
Slowakije ·
Sovjet-Unie ·
Spanje ·
Tsjechië ·
Tsjecho-Slowakije ·
Tunesië ·
Turkije ·
Uruguay ·
Venezuela ·
Verenigde Staten ·
Wales ·
Wit-Rusland ·
Zuid-Afrika ·
Zuid-Korea ·
Zweden ·
Zwitserland
Argentinië (1982) · 
Australië (2006) · 
België (2016) · 
België (2021) · 
Brazilië (1970) · 
Brazilië (1982) · 
Brazilië (1994) · 
Costa Rica (2014) · 
Duitsland (2006) · 
Duitsland (2012) · 
Engeland (2012) ·
Engeland (2014) ·
Engeland (2021) ·
Frankrijk (2000) · 
Frankrijk (2006) · 
Frankrijk (2008) · 
Ghana (2006) · 
Hongarije (1938) · 
Ierland (2012) · 
Joegoslavië (1968) · 
Kameroen (1982) · 
Kroatië (2012) · 
Nederland (2008) · 
Nieuw-Zeeland (2010) · 
Oekraïne (2006) · 
Oostenrijk (2021) · 
Paraguay (2010) · 
Peru (1982) · 
Polen (1982, 1) · 
Polen (1982, 2) · 
Roemenië (2008) · 
Spanje (2008) ·
Spanje (2012, 1) ·
Spanje (2012, 2) ·
Spanje (2016) ·
Spanje (2021) ·
Tsjechië (2006) · 
Turkije (2021) · 
Uruguay (2014) · 
Verenigde Staten (2006) · 
Wales (2021) · 
West-Duitsland (1982) · 
Zweden (2016) · 
Zwitserland (2021)